# Duomyia eremia
Duomyia eremia är en tvåvingeart som beskrevs av Mcalpine 1973. Duomyia eremia ingår i släktet Duomyia och familjen bredmunsflugor. Inga underarter finns listade i Catalogue of Life.